# Ha-Cafon ha-Chadasz
Ha-Cafon ha-Chedasz (hebr. הצפון החדש; Nowa Północ) – osiedle mieszkaniowe w Tel Awiwie, znajdujące się na terenie Dzielnicy Czwartej.

## Nazwa
Nazwa osiedla Ha-Cafon he-Chadasz oznacza Nowa Północ, w odróżnieniu od części miasta nazywanej Stara Północ, która powstała przed powstaniem Państwa Izraela w 1948.

## Położenie
Osiedle leży na nadmorskiej równinie Szaron. Jest położone we wschodniej części aglomeracji miejskiej Tel Awiwu, na południe od rzeki Jarkon. Północną granicę osiedla stanowi rzeka Jarkon z Parkiem Jarkon. Za rzeką znajdują się osiedla Cafon Jaszan i Kirjat ha-Muze’onim. Wschodnią granicę wyznacza autostrada Ajjalon, za którą znajduje się miasto Ramat Gan. Na południu za bulwarem Shaul HaMelech jest osiedle Ha-Kirja, natomiast na zachodzie za ulicą Ibn Gabirol znajdują się osiedla Cafon Jaszan i Centrum Tel Awiwu.

## Historia
Pierwotnie w miejscu tym znajdowały się dwie arabskie wioski Al-Mas'udiyya (arab. المسعوديّة/صميل) i Al-Jammasin al-Gharbi (arab. جمّاسين الغربي). W 1884 David i Sarah Ita Felman zakupili od mieszkańców wsi Al-Mas'udiyya ziemię o powierzchni 40 akrów. Założono na niej sad owocowy
W 1925 na zaproszenie Meir Dizengoffa do Tel Awiwu przyjechał architekt sir Patrick Geddes, który za zgodą brytyjskich władz mandatowych miał stworzyć plan rozwoju północnej części miasta. Przeprowadził on kompleksowe badania ówczesnej sytuacji gospodarczej, społecznej i demograficznej miasta, które liczyło wówczas 30 tys. mieszkańców. Zobowiązano go do przygotowania planu rozwoju miasta do populacji 100 tys. mieszkańców.
Głównym wzorem dla projektu Geddesa była koncepcja miasta-ogrodu opracowana przez Ebenezera Howarda. Nowe dzielnice Tel Awiwu miały powstać jako osiedla oddalone od centrum miasta, charakteryzujące się niską, luźną zabudową, a przede wszystkim znacznym udziałem terenów zielonych (lasów, ogrodów, parków, itp.) w ogólnej powierzchni miasta. Plan przewidywał stworzenie siatki prostopadłych do siebie ulic, położonych równolegle do wybrzeża morza. W tę siatkę ulic miano wkomponować tereny zieleni oraz zabudowę miejską. Plan przyjęła w 1925 Rada Miejska pod przewodnictwem Meira Dizengoffa.
Jednak rozbudowa miasta w tym kierunku była mocno utrudniona, ponieważ możliwości wykupu ziemi od Arabów były ograniczone. Według danych brytyjskiego Funduszu Badań Palestyny (ang. Palestine Exploration Fund, PEF), w 1931 wieś Al-Mas'udiyya liczyła 651 mieszkańców i 72 domy. W tym samym roku pobliska wieś Al-Jammasin al-Gharbi liczyła 566 mieszkańców.

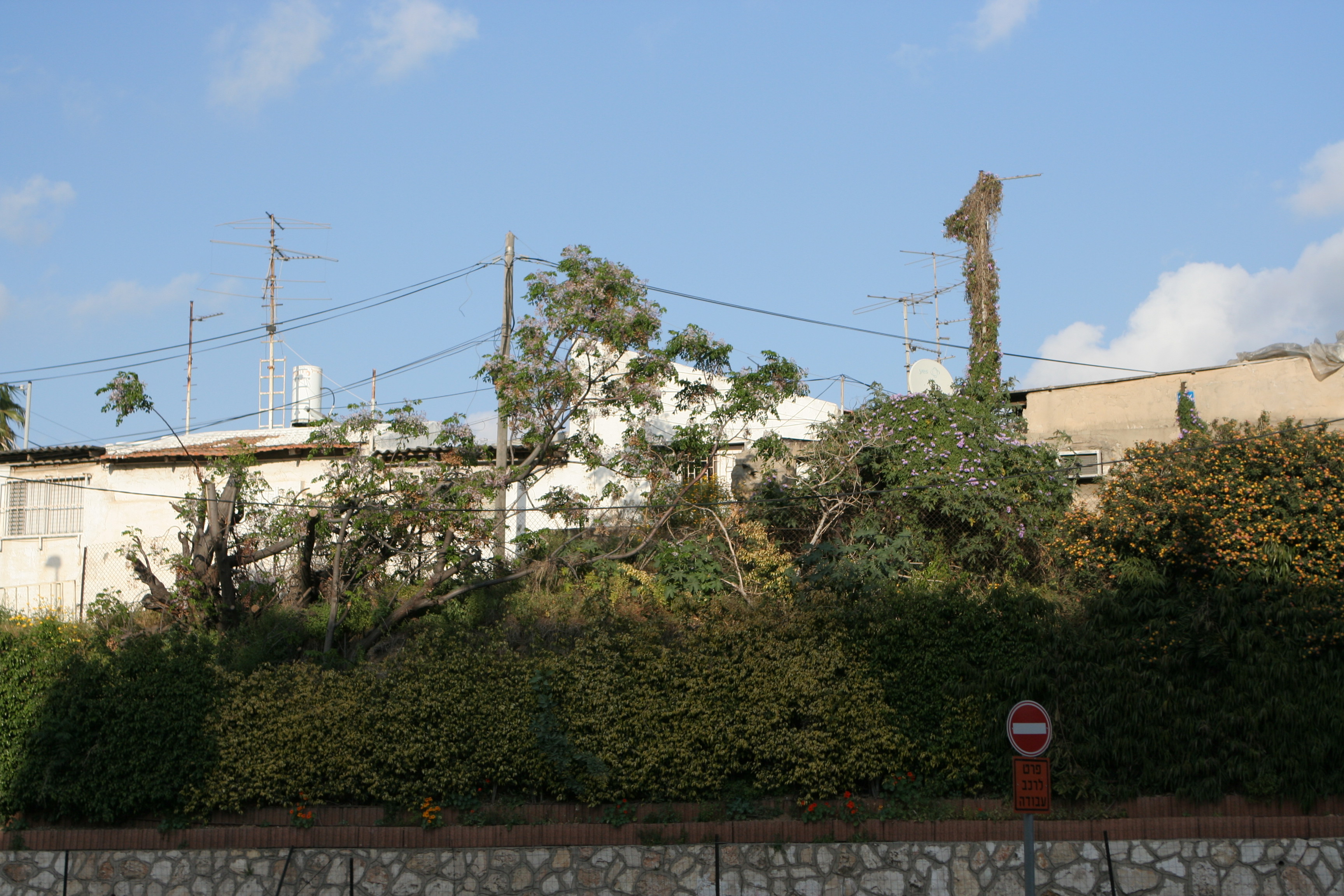
Domy dawnej wioski Al-Mas'udiyya

Podczas Rewolty Arabskiej w 1936 wieś Al-Jammasin al-Gharbi zaatakował oddział Hagany. Ucieczka arabskich mieszkańców wiosek rozpoczęła się podczas wojny domowej w Mandacie Palestyny. Początkowo przenieśli się oni do sąsiedniej wioski Al-Jammasin al-Gharbi. 25 grudnia 1947 do wsi Al-Mas'udiyya wkroczył oddział Hagany, którego członkowie zmusili mieszkańców wsi do opuszczenia swojej wioski. Pod koniec 1947 wieś Al-Jammasin al-Gharbi była odizolowaną arabską enklawą, otoczoną ze wszystkich stron przez żydowskie osiedla i drogi. Nie dochodziło jednak do ataków na arabskich mieszkańców wsi. 7 stycznia 1948 oddział Hagany wkroczył do wsi, nakłaniając mieszkańców do opuszczenia swoich domów. Do 17 marca wieś została opuszczona, a domy wyburzone. W lutym 1948 na tym terenie osiedliło się już 180 rodzin żydowskich.
Tereny obu wiosek zostały włączone w obszar miasta Tel Awiw. Jednak władze miejskie nie wydały zezwolenia na zniszczenie domów, ponieważ nie zostały uregulowane sprawy własności gruntów. Z tego powodu teren wioski jest zachowany i znajduje się w obszarze aglomeracji miejskiej Tel Awiwu. Budowa współczesnej dzielnicy rozpoczęła się w 1948 i trwała do lat 80. XX wieku.
Pod koniec lat 50. XX wieku władze miejskie przeznaczyły obszar w rejonie ulic Weizmanna, Shaul Hamelech i Leonardo da Vinci, pod zabudowę budynków użyteczności publicznej. W 1960 we wschodniej części tego obszaru wybudowano Sąd Rejonowy w Tel Awiwie, a w następnych latach nowe budynki Muzeum Sztuki Tel Awiwu i Biblioteka Bet Ari’ela. W północnej części obszaru utworzono Park Dubnow.
Na początku lat 80. XX wieku władze miejskie podjęły decyzję budowy nowoczesnego centrum kultury z dużą salą koncertową. W założeniach miał to być centralny ośrodek kultury Tel Awiwu. Jego projekt opracował architekt Jaakov Rechter. Uroczystość otwarcia Tel Awiw Performing Arts Center odbyła się 23 października 1994.

## Polityka

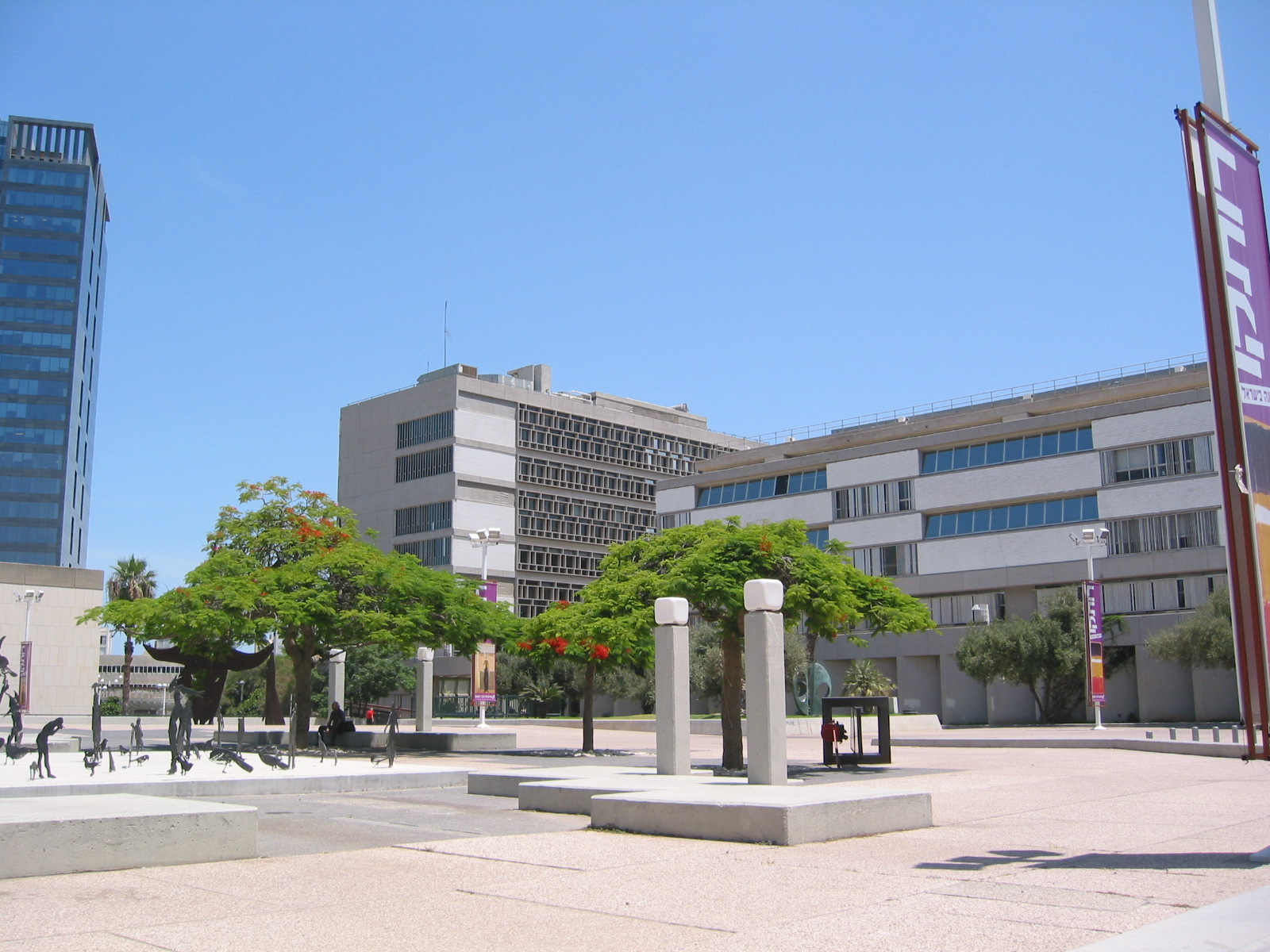
Sąd Rejonowy w Tel Awiwie

W osiedlu znajduje się główna siedziba centrali związkowej Histadrut (przy ulicy Arlozorov), a przy ulicy Weizmana jest siedziba organizacji syjonistycznej kobiet WIZO. Przy ulicy Shaul Ha-Melekh znajduje się siedziba Sądu Rejonowego w Tel Awiwie.
W osiedlu mieszczą się liczne placówki dyplomatyczne. Przy ulicy Bodenheimera znajduje się ambasada Serbii, przy Bnei Dan jest ambasada Filipin. Przy ulicy Bnei Moshe jest ambasada Danii, a przy pobliskiej ulicy Ha-Rav Friedman jest konsulat Ekwadoru. Przy ulicy Pinkas znajduje się ambasada Węgier, przy Moshe Sharet jest ambasada Uzbekistanu, przy Arlozorov jest ambasada Kolumbii. Przy placu Państwa jest ambasada Panamy, przy ulicy Zeitlin jest ambasada Czech, przy Rembrandta jest ambasada Mołdawii, przy Soutine jest ambasada Polski, przy Berkovitha jest ambasada Ekwadoru. Przy Weizmanna są ambasady Szwecji, Ekwadoru, Japonii, Włoch, Niemiec i Łotwy.

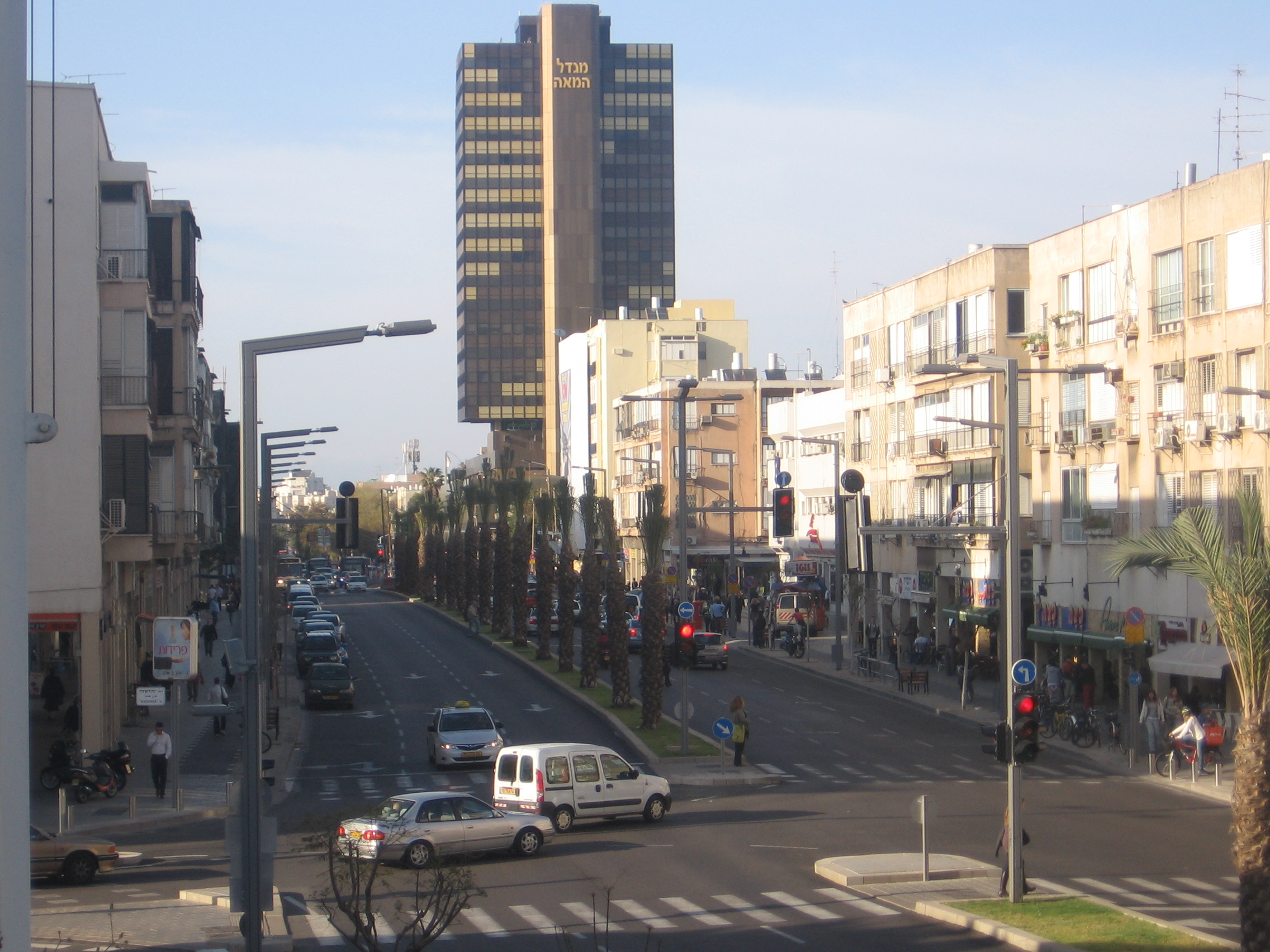
Widok na ulicę Ibn Gabirol z widocznym wieżowcem Century Tower

## Architektura
Obszar osiedla stanowi gęsto zabudowy teren położony we wschodniej części centrum miasta. Zachodnią granicą osiedla Ibn Gabirol, która jest jedną z głównych ulic miasta. Łączy ona śródmieście z osiedlami położonymi na północ od rzeki Jarkon. Ulica Ibn Gabirol jest główną arterią komunikacyjną i handlową centrum miasta. Na tej szerokiej ulicy kilka razy odbyły się parady Sił Obronnych Izraela, a obecnie corocznie odbywają się organizowane przez osoby LGBT parady równości. Budynki położone przy ulicy są niemal jednakowo zaprojektowane. Na parterze znajdują się sklepy, a na położonych powyżej trzech kondygnacjach są mieszkania. Charakterystycznym elementem architektury tych budynków są rzędy kolumn z zadaszeniem. Konstrukcja ta umożliwia pieszym znalezienie schronienia podczas niepogody. Przy Ibn Gabirol znajduje się wieżowiec Century Tower (wysokość 71 metrów). Kawałek dalej na południe jest Plac Rabina z Ratuszem w Tel Awiwie.

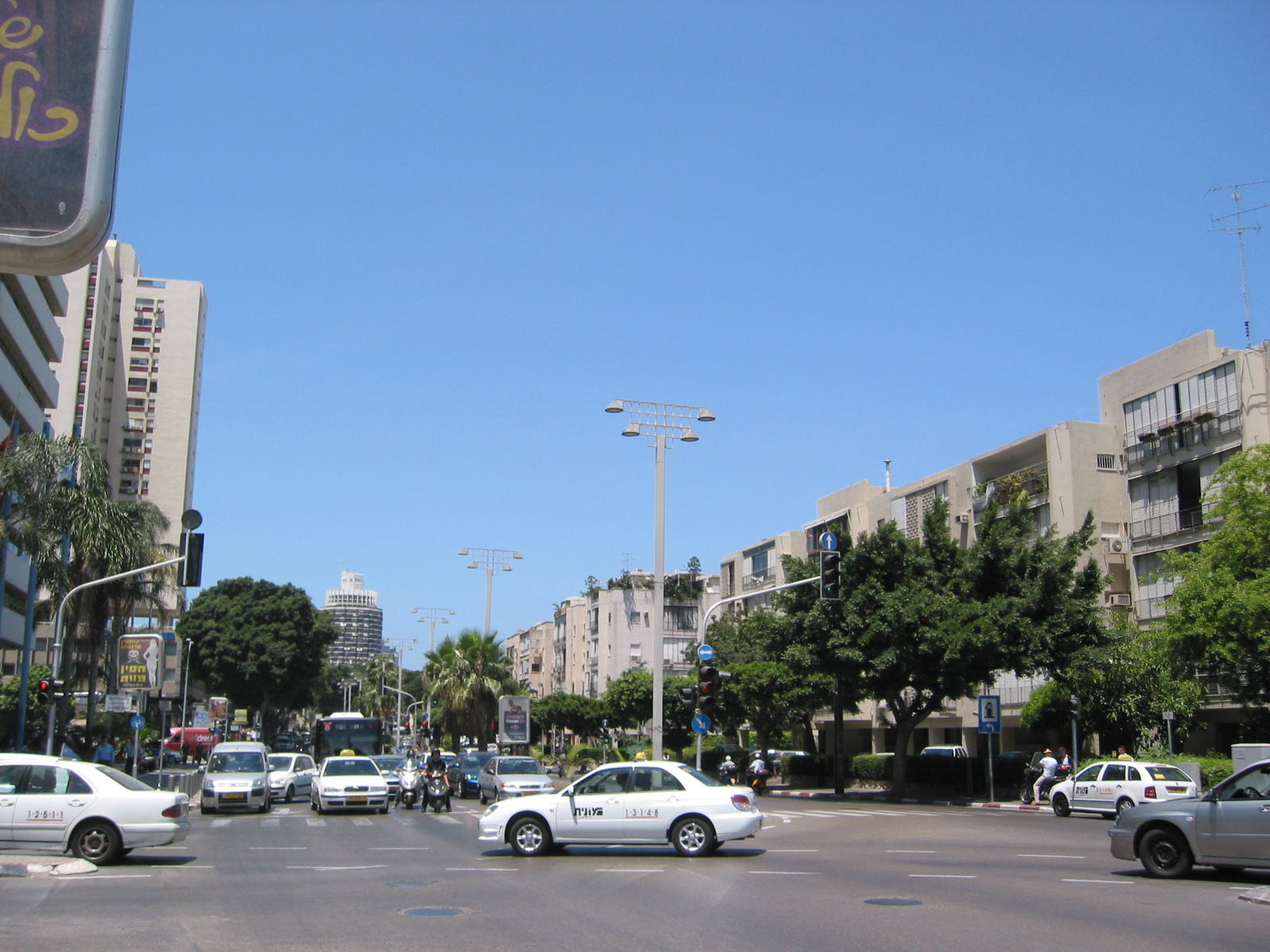
Widok na aleję Shaul HaMelech

Południową granicę osiedla wyznacza aleja Shaul HaMelech, pełniąca ważną funkcję komunikacyjną, łącząc ulicę Ibn Gabirol z równoległą do niej ulicą Namir (droga ekspresowa nr 2 ). Przy skrzyżowaniu ulic Ibn Gabirol z Shaul HaMelech jest kończona budowa drapacza chmur G Tel Aviv (wysokość 120 metrów). Przy Shaul HaMelech powstało miejskie centrum kultury oraz wiele instytucji publicznych. Tuż przy nich jest Park Dubnow oraz wieżowiec biurowy Museum Tower (wysokość 89 metrów).

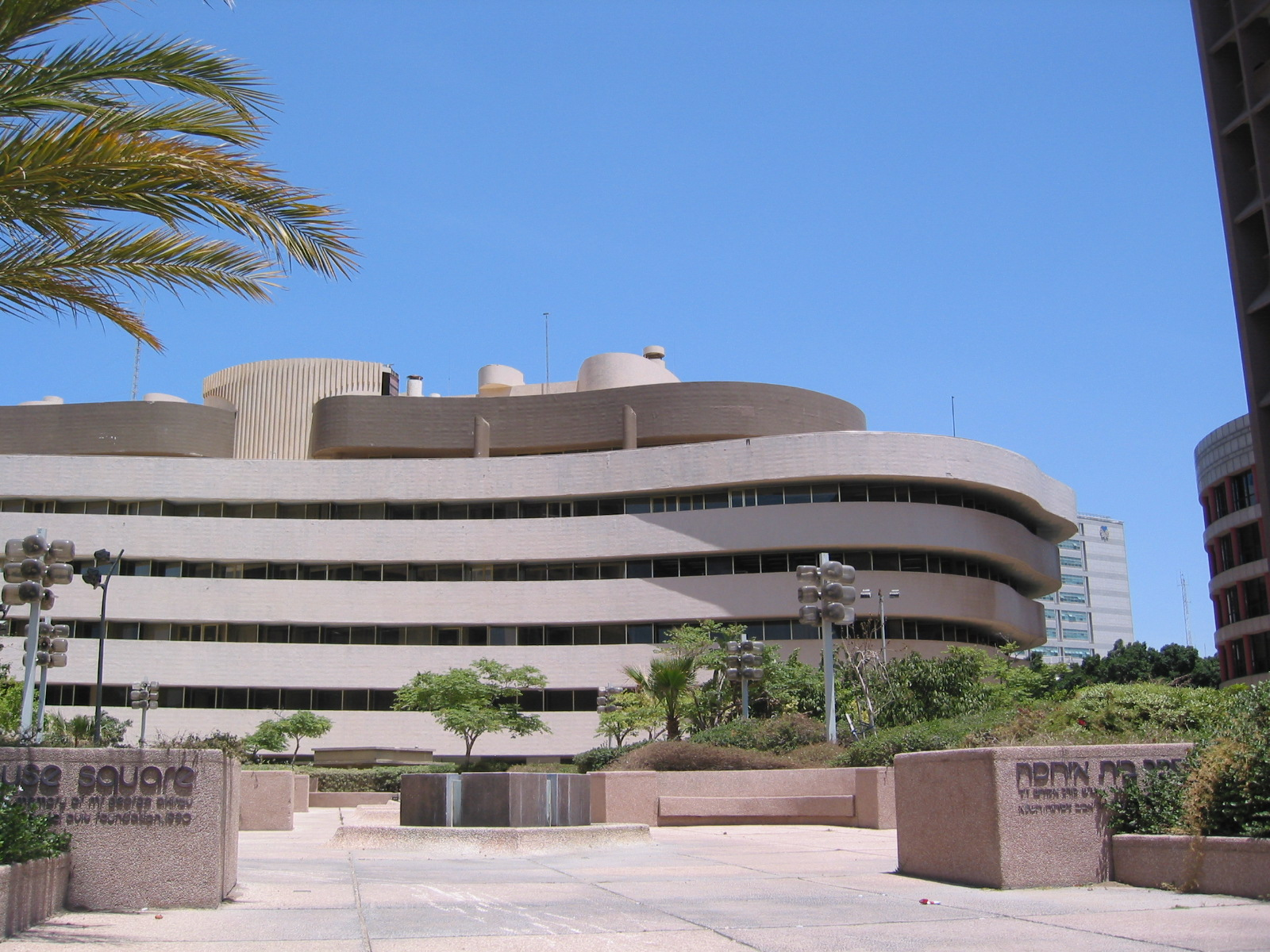
Dom Azji

W pobliżu Sądu Rejonowego znajduje się zgrupowanie budynków biurowych, których architektura wyróżnia się w mieście. Najlepiej znanym biurowcem Tel Awiwu jest Dom Azji. Budynek posiada bezpośrednie połączenie z sąsiednim wieżowcem Europe-Israel Tower (wysokość 95 metrów), który zdobył kilka architektonicznych nagród, tak lokalnych w Izraelu, jak i międzynarodowych. Tuż obok stoi brązowy biurowiec Dom Ameryki, i kolejne Hadar Dafna oraz Dom Europy.
W południowo-wschodnim krańcu osiedla znajduje się duży kompleks szpitalny Centrum Medycznego Tel Awiwu. Zespół trzech szpitali zajmuje powierzchnię 15 tys. m². Jednym ze szpitalnych budynków jest wieżowiec Arison Medical Tower (wysokość 60 metrów), na którego dachu znajduje się lądowisko dla helikopterów. Położone tuż obok Centrum Weizmana składa się z trzech wieżowców, z których najwyższy Weizmann Center Tower ma wysokość 72 metrów. W samym południowo-wschodnim krańcu osiedla jest park Volovelski-Karni.

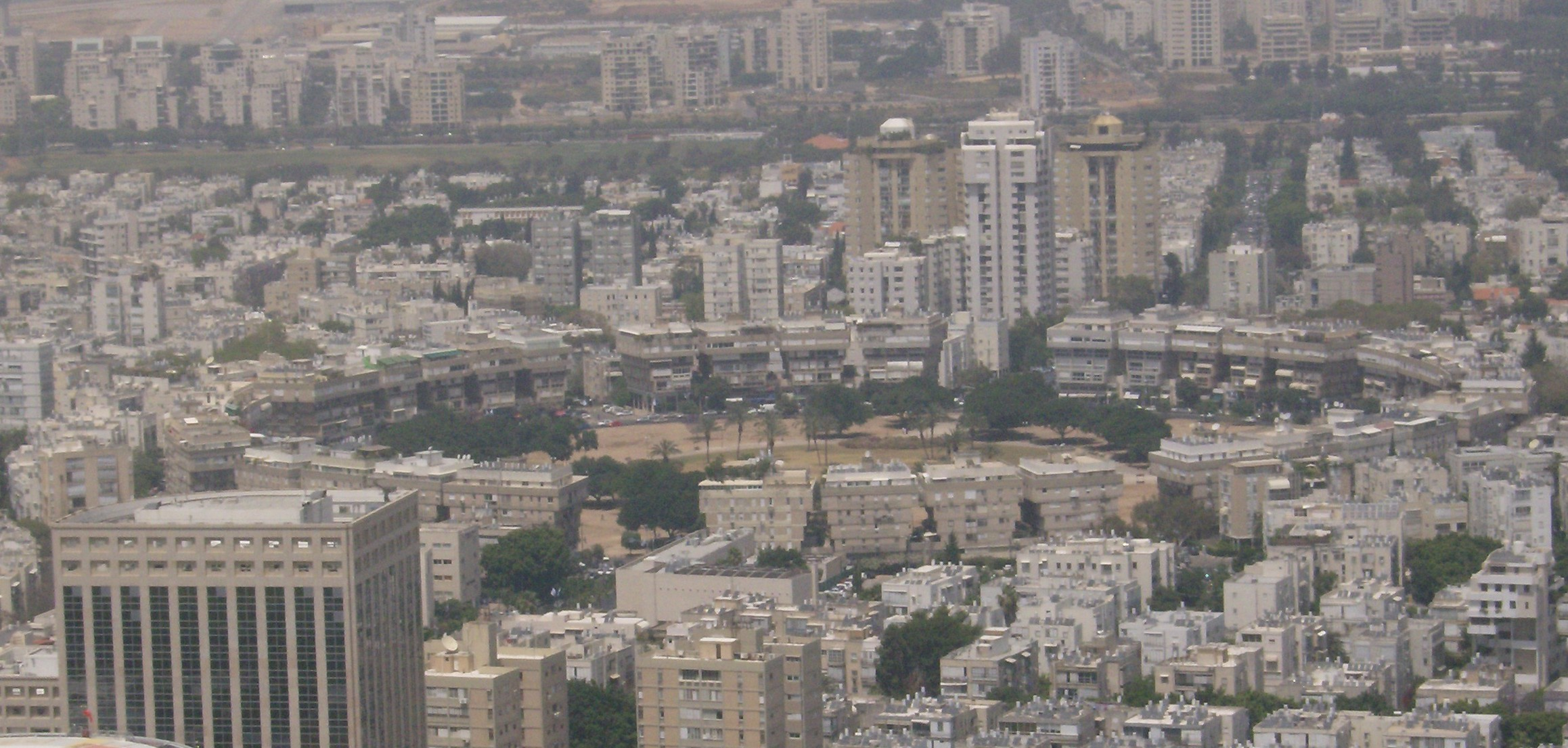
Plac Państwa

Zachodnią granicę osiedla wyznacza autostrada Ajjalon oraz za rozległym terenem dworca autobusowego Terminal 2000 ulica Namir, która przechodzi poprzez most nad rzeką Jarkon do osiedli położonych w północnej części miasta. Północną granicę osiedla wyznacza biegnąca wzdłuż rzeki Jarkon ulica Bnei Dan.

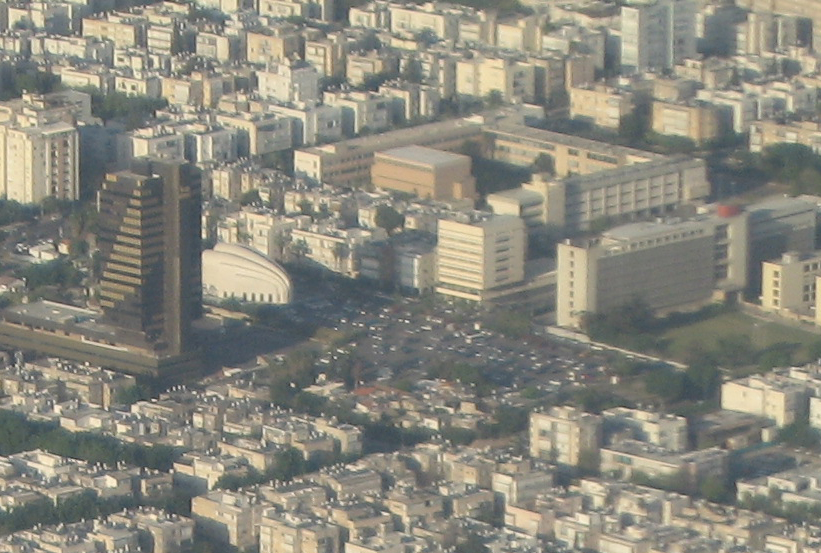
Widok na Gimnazjum Herzlija

Układ ulic wewnątrz osiedla przypomina szachownicę. Na północy, równolegle do ulicy Bnei Dan przebiega ulica Yehuda HaMaccabi, która łączy położoną na zachodzie aleję Ibn Gabirol z położoną na wschodzie ulicą Namir. Następną ulicą przebiegającą przez osiedle z zachodu na wschód jest ulica Pinkas, w której wschodniej części znajduje się niewielki park z pomnikiem poświęconym pamięci poległych izraelskich żołnierzy (Yad LaBanim).
Równolegle do niej przebiega ulica Jabotinsky, która przechodzi przez położony pośrodku osiedla Plac Państwa. Wokół placu wzniesiono jednolite budynki mieszkalne. W większości z nich, na parterze znajdują się luksusowe sklepy. Na północ od placu znajdują się mieszkalne drapacze chmur 73 Weizmann Street, 52 Pinkas Street i 50 Pinkas Street, oraz zgrupowanie wieżowców o 12 kondygnacjach. Drugą ważną ulicą przechodzącą przez plac Państwa jest ulica Weizmana, która kawałek na południe od placu krzyżuje się z ulicą Arlozorov. W tym rejonie wznosi się wieżowiec Migdaley Shekel o 12 kondygnacjach. Kawałek dalej na południe znajduje się kompleks budynków mieszkalnych nazwanych David HaMelech Towers. W jego skład wchodzą wieżowce mieszkalne Yonatan House, Yoav House, Avner House i Avshalom House. W ich otoczeniu znajdują się trzy parki (HaBanim Garden, Erison Garden i Ze'ev Garden) oraz basen kąpielowy. W pobliżu wznosi się drapacz chmur Beeri Nehardaa Tower (wysokość 115 metrów), przy którym jest jeden z najpiękniejszych parków w mieście Park Soutine.

## Kultura

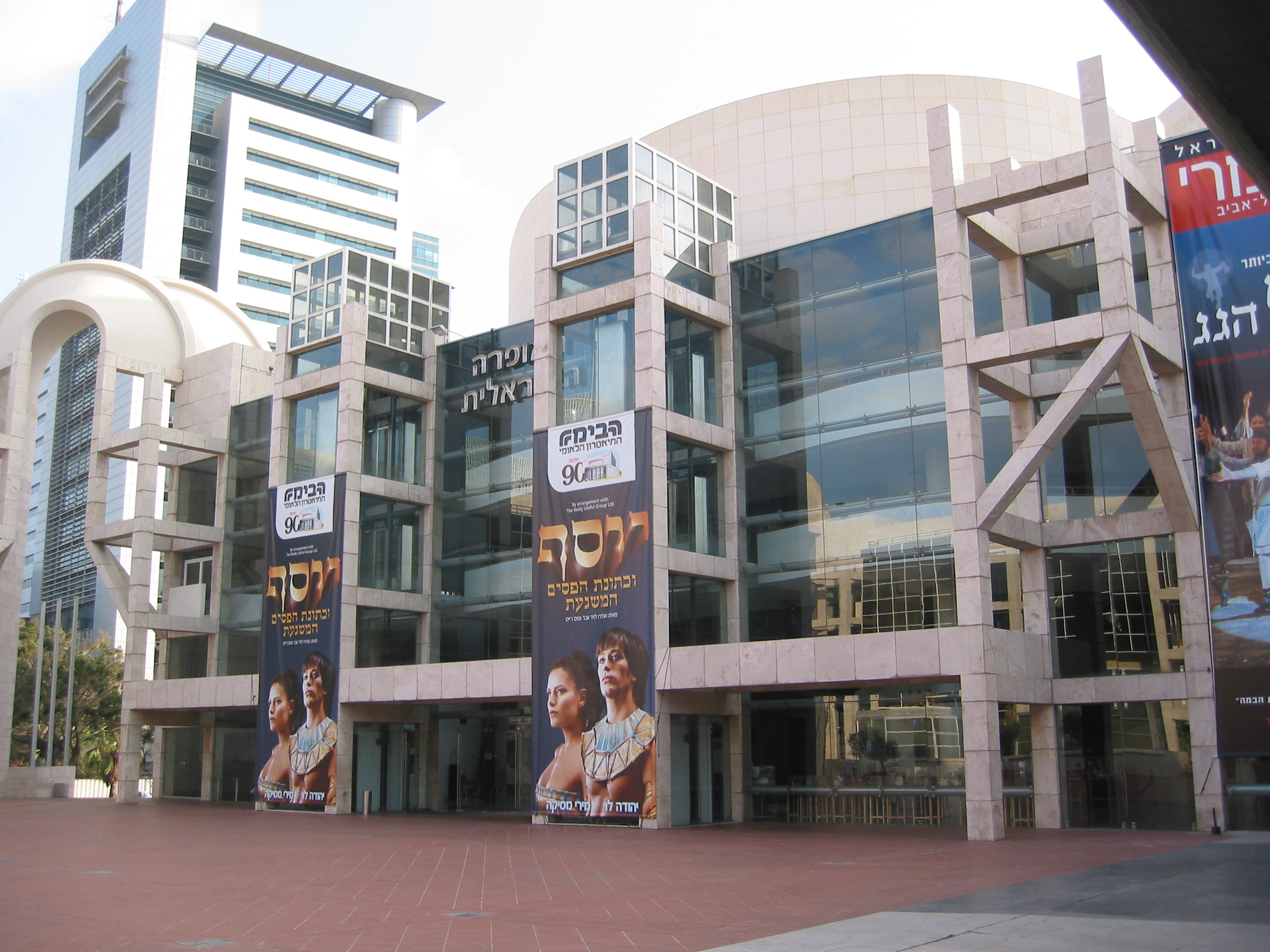
Tel Awiw Performing Arts Center

Najważniejszym obiektem kultury znajdującym się w osiedlu jest Tel Awiw Performing Arts Center. Jest to największe centrum kultury w Tel Awiwie, będące jednocześnie siedzibą Opery Izraela, Teatru Cameri i Biblioteki Beit Ariel. Odbywają się tu liczne imprezy kulturalne, wystawy i koncerty. Teatr Cameri jest jednym z największych i najważniejszych teatrów w Izraelu. Jego spektakle od 1945 obejrzało ponad 20 milionów widzów.
W pobliżu Tel Awiw Performing Arts Center znajduje się Muzeum Sztuki Tel Awiwu, które posiada bogatą kolekcję sztuki klasycznej i współczesnej, szczególnie sztuki izraelskiej. Tuż przy nim znajduje się centrum kultury jidysz Bet Szalom Alechem. W biurowcu Dom Azji mieści się także oddział Instytutu Goethego w Tel Awiwie.

## Edukacja i nauka
W osiedlu znajduje się najsłynniejsza izraelska szkoła – Gimnazjum Herzlija. Z innych szkół są tutaj: Mirun, Ironi Dalet, Ironi Yud Alef, Ahavat Syjon, Rabin Khadash, Bet Yud Beit Ha-Yeled, Ha Tora, Ha Yovel, Ironi Bet Gimel, Moriya
Przy ulicy Strickera znajduje się Konserwatorium Muzyki Izraela, a przy ulicy Henrietta Szold jest szkoła pielęgniarska. Jest tu także College of Management, Mishkav College, Ha-Universita Ha-Amamit Tel Aviv Academic College.

## Turystyka

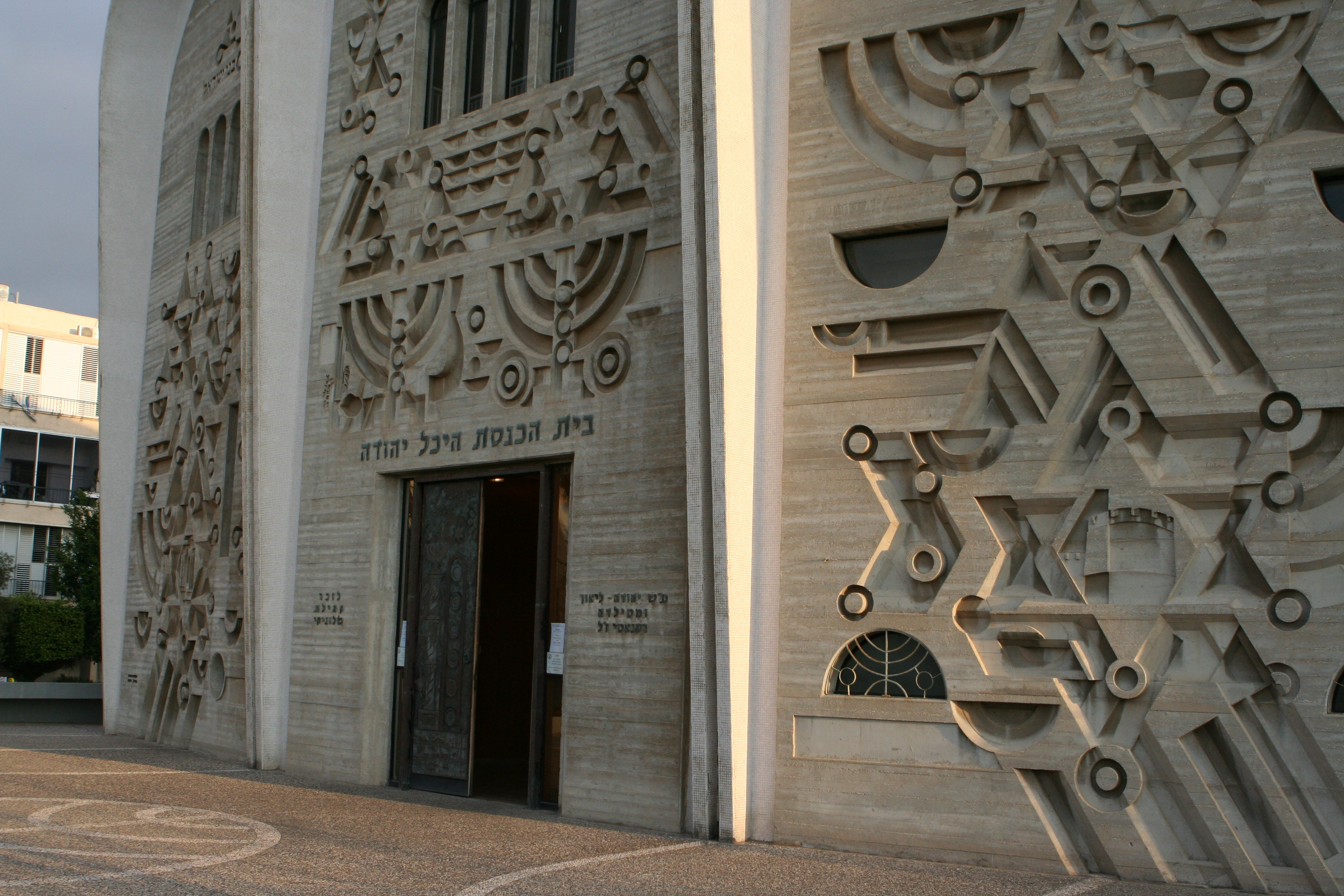
Synagoga Hechal Yehuda

### Baza noclegowa
W Centrum Weizmana znajduje się Vital Hotel (wieżowiec o wysokości 72 metrów).

## Religia
W osiedlu znajduje się siedziba rabinatu. Jest tu także pięć synagog – przy bulwarze Smats, oraz ulicach Ha-Rav Zirlson, Pinkas, Laser Uri i Ben Saruq. Ta ostatnia jest najbardziej wyjątkowa pod względem architektury – Synagoga Hechal Yehuda. W osiedlu są także jesziwy Ha-Yishuv Ha-Khadash i Ma'ale Eliyahu Beith Midrash.
Przy ulicy Zeitilin znajduje się Instytut Kantorów, natomiast przy bulwarze David HaMelech jest Rada Religijna oraz Rabinat miasta Tel Awiw.

## Gospodarka

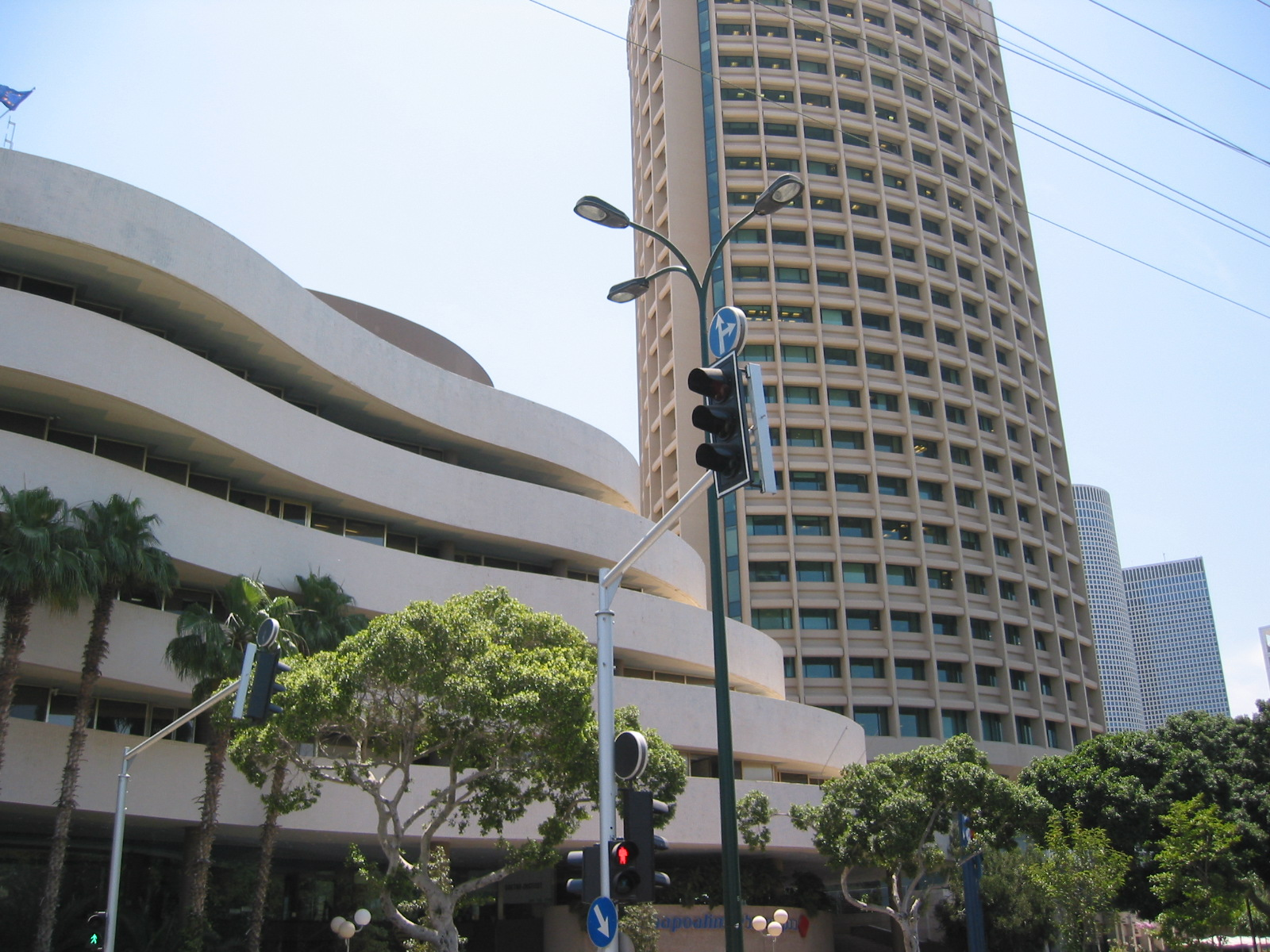
Biurowce Dom Azji i Europe-Israel Tower

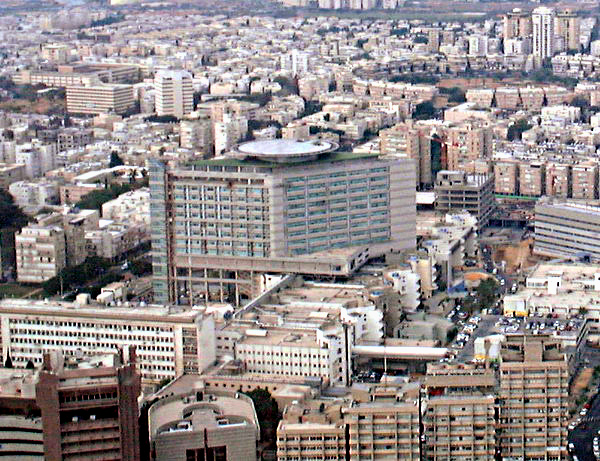
Centrum Medyczne Tel Awiw

Życie gospodarcze osiedla koncentruje się wokół usług i handlu. Dolne piętra wieżowca Palace Tel Awiw są wykorzystywane przez centrum handlowe Weizmann City, w którym znajduje się około 60 sklepów, restauracji i barów.
W rejonie Sądu Rejonowego przy ulicy Shaul HaMelech znajduje się zgrupowanie biurowców, które mieszczą liczne kancelarie prawnicze korzystające z bliskości sądu. Większość z tych biurowców nosi nazwy kontynentów: Dom Azji, Europe-Israel Tower, Dom Ameryki, Hadar Dafna oraz Dom Europy.

## Infrastruktura
W osiedlu znajdują się dwa szpitale: Centrum Medyczne Tel Awiw i Szpital Ein Tal (ang. Ein Tal Hospital). Szczególnym obiektem pełniącym różnorodne funkcje jest Centrum Weizmana.
Jest tu także sześć przychodni zdrowia, klinika dla kobiet, klinika poradni psychologicznej oraz czternaście aptek. Główny urząd pocztowy miasta znajduje się przy ulicy Weizmana. Druga mniejsza poczta jest przy skrzyżowani ulic Ibn Gabirol z Khoni Ha-Me'agel. Urząd pocztowy jest także przy centrali związkowej Histadrut przy ulicy Arlozorov, oraz w budynku Sądu Najwyższego przy ulicy Shaul Ha-Melekh.

## Transport
We wschodniej części osiedla znajduje się centralny dworzec kolejowy Tel Awiwu, Tel Awiw Merkaz. Dworzec stanowi centralny punkt izraelskich linii kolejowych i jest obsługiwany przez państwowe przedsiębiorstwo transportu publicznego Rakewet Jisra’el. W jego sąsiedztwie znajduje się dworzec autobusowy Terminal 2000.
Wzdłuż wschodniej granicy osiedla przebiega ulica Ibn Gabirol, pełniąca funkcję głównej arterii komunikacyjnej łączącej śródmieście z osiedlami położonymi na północ od rzeki Jarkon. Drugą ważną arterią komunikacyjną jest ulica Namir, będąca miejskim odcinkiem drogi ekspresowej nr 2  (Tel Awiw-Netanja-Hajfa). Na wschód od niej przebiega autostrada nr 20  (Autostrada Ajjalon). Wszystkie te drogi biegną z północy na południe. Natomiast łącznikami biegnącymi z zachodu na wschód są ulice Pinkas i Arlozorov.